# Tommy (dokumentarfilm)
|  | Denne artikel er oprettet af botten Steenthbot ud fra en ekstern database. Den kan derfor have sproglige fejl eller mangler. Denne skabelon kan fjernes efter kontrol af indholdet. |

 For alternative betydninger, se Tommy (flertydig). (Se også artikler, som begynder med Tommy)
Tommy er en dansk portrætfilm fra 2010 instrueret af Sami Saif og efter manuskript af Lars Kjeldgaard og Sami Saif.

## Handling
Historien om Tommy Seebach er historien om en periode i Danmark, hvor der i Melodi Grand Prixet fødtes store drømme i sølvlamé og glitter. Tommy Seebachs egne drømme døde på små beværtninger i selvforagtende alkoholtåger.
Hans kamp for succes og mod nederlaget; hans talent, charme og showmanship; hans misbrug og selvdestruktion med separation fra hustruen og en splittet familie som følge er alle væsentlige elementer i filmen. Den overvejende del af disse indholdselementer dokumenteres igennem Tommy Seebachs egne privatoptagelser.

## Medvirkende
- Tommy Seebach
- Karen Seebach
- Nicolai Seebach
- Rasmus Seebach
- Marie Seebach
- Ole Bredahl
- John Rogers
- Niels Hastrup
- Dario Campeotto
- Søren Bundgaard
- Sten Lindegaard
- Lecia Jönsson
- Keld Heick